# Pia Gyger

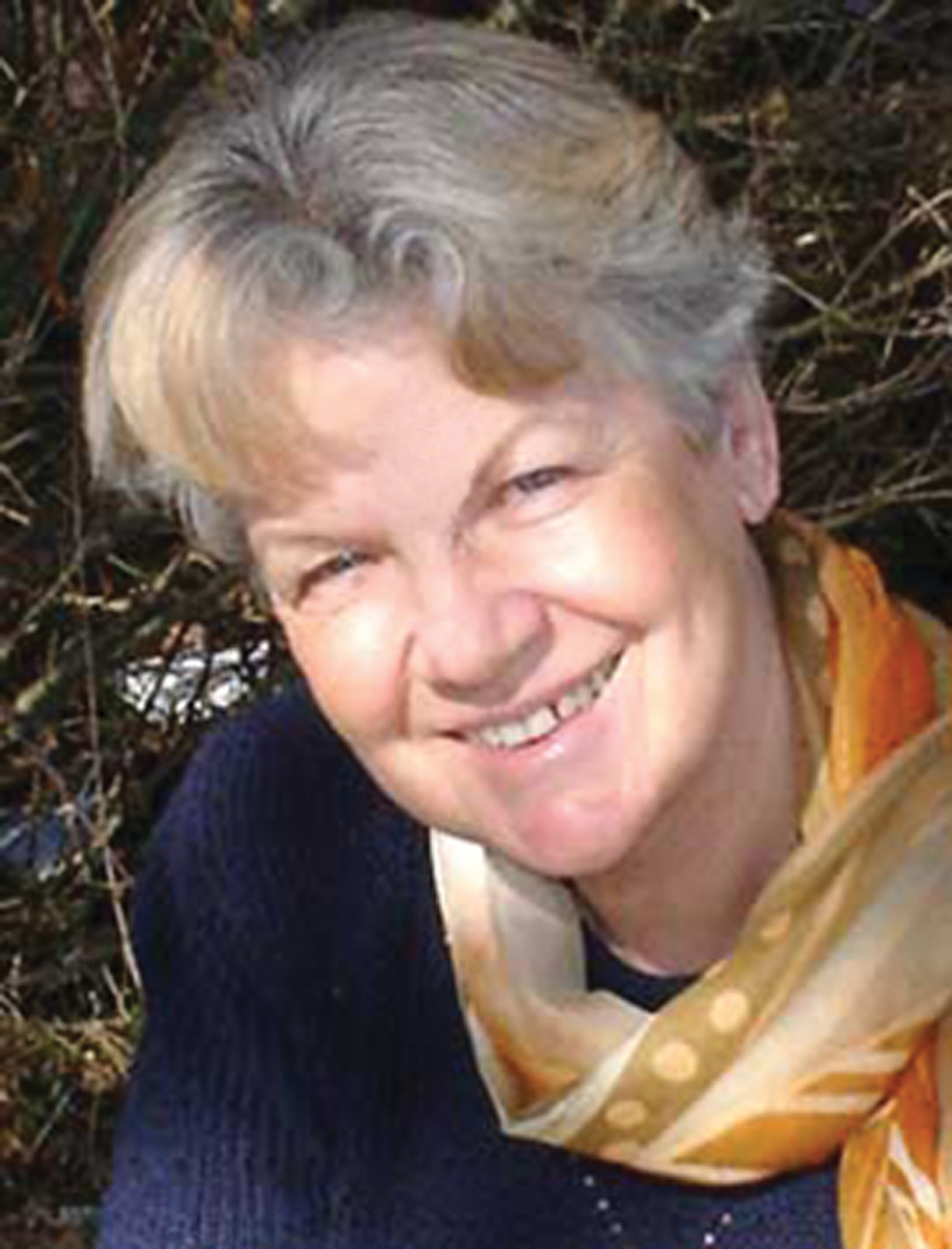
Pia Gyger (2009)

Pia Gyger (* 2. November 1940 in Schaffhausen; † 14. Juli 2014 in Basel) war eine Schweizer Heilpädagogin, Psychologin, Autorin, Kontemplationslehrerin und Zen-Meisterin. Sie war Mitgründerin des Lassalle-Instituts innerhalb des Lassalle-Hauses in Bad Schönbrunn, der Glassmann-Lassalle Zenlinie Schweiz und der internationalen Kontemplationsschule Via Integralis.

## Leben
Pia Gyger besuchte die Grundschule in Abtwil SG. Nach einer Grundausbildung als Heilpädagogin im Heilpädagogischen Seminar und verschiedenen Stellen in Erziehungsheimen, bildete sie sich von 1972 bis 1975 am Zürcher Institut für Angewandte Psychologie IAP zur Psychologin weiter.
1968 trat Pia Gyger in das Säkularinstitut Katharina-Werk in Basel ein.
1976 entwickelte sie im Auftrag des Eidgenössischen Justiz- und Polizeidepartement ein neues Konzept für das Therapieheim Sonnenblick in Kastanienbaum für besonders schwierige weibliche Jugendliche, das sie bis 1982 leitete. Anschliessend wurde sie zur Zentralleiterin des Katharina-Werkes gewählt. Sie erneuerte – inspiriert von Teilhard de Chardin SJ – die Gemeinschaft spirituell und strukturell. (Mensch verbinde Erde und Himmel, 1993).
In den Jahren 1978 bis 1996 absolvierte sie berufsbegleitend eine Zen-Ausbildung bei Hugo Makibi Enomiya-Lassalle in Europa, Yamada Koun (Sanbô Kyôdan, heute Sanbôzen) in Kamakura/Japan, sowie bei Robert Aitken Rōshi (Diamond Sangha) auf Hawaii. Aitken Rōshi erteilte ihr im Mai 1996 die erste Dharma-Übertragung (Affliliate Teacher) und gab ihr den Namen "One Ground/Ichi-Do".
In jährlich mehrmals stattfindenden Kontemplationskursen, Zen-Sesshin und Zen-Zazenkai (zuerst im Maison Ste. Cathérine Lucelle, dann im Fernblick Teufen, im Maximilianeum Zürich und im Lassalle-Haus Bad Schönbrunn) unterwies sie zahlreiche Schülerinnen und Schüler. Pia Gyger war 1996 zusammen mit Bernie Tetsugen Glassman, seiner Frau, Sandra Jishu Holmes und Niklaus Brantschen beteiligt an der Gründung der Zen-Peacemaker-Bewegung, einer Gemeinschaft, die sich in der Schweiz und international in sozialen, interreligiösen und interkulturellen Projekten engagiert.
Im Februar 1999 wurde Pia Gyger durch Bernard Glassman Roshi (White Plum Sangha) in der Inka Shomei-Zeremonie, zusammen mit Niklaus Brantschen SJ, in Litchfield/Connecticut zur Zen-Meisterin "Jin-Ju" ernannt. Eine Nachfeier fand im Sommer 2000 im Lassalle-Haus Bad Schönbrunn statt.
1989 initiierte Pia Gyger in Ibayo, einem Slum am Rande von Manila (Philippinen) eine Schule zur spirituell-politischen Bewusstseinsbildung junger Menschen. Zurück in der Schweiz gründete sie 1995 zusammen mit Niklaus Brantschen das Lassalle-Institut, welches beide bis 2003 gemeinsam leiteten.
Ausgelöst durch eine schwere Erkrankung entwickelte sie 2003 zusammen mit Niklaus Brantschen die Vision und das Jerusalem-Projekt "Jerusalem – Offene Stadt zum Erlernen des Friedens in der Welt", welches sie 2012 in neue Hände gaben.
Die fruchtbare, langjährige Freundschaft mit dem Jesuitenpater Niklaus Brantschen SJ führte schliesslich dazu, dass sie gemeinsam 2003 die Lassalle-Zen-Linie und die Kontemplationsschule Via Integralis gründeten und bis 2011 leiteten.
Gemeinsam ernannten Pia Gyger und Niklaus Brantschen ab 2003 sieben Zen-Lehrer. Als erste erhielt 2012 Anna Gamma von ihnen mit Inka-Shomei die Bestätigung als Zen-Meisterin und den Dharma Namen "Myoan Kanzeon Maria".
Pia Gyger verstarb nach langer schwerer Krankheit am 14. Juli 2014 im Generationenhaus Neubad in Basel.
In diversen Veröffentlichungen entwickelte Pia Gyger die Themen, die ihr am Herzen lagen: Evolution, Bewusstseinsentwicklung, Umgang mit Macht, die neue Partnerschaft von Frau und Mann, die Vision einer neuen Schöpfung, die kosmische Wandlung, die Erneuerung der Kirche u. a.

## Werke
- mit Maria-Elisabeth Hartung: Konzept des Therapieheims Sonnenblick. Schweizerische Zentralstelle für Heilpädagogik Luzern, 1984.
- Mensch verbinde Erde und Himmel: Christliche Elemente einer kosmischen Spiritualität. Rex, Luzern/Stuttgart 1993, ISBN 3-7252-0579-5.
- That we may join earth & heaven: Lay religious community for the 21st century. Übersetzt ins Englische von Paul Shepherd. Sheed & Ward, Kansas City 1996. ISBN 1-55612-816-9.
- Die Erde ruft: ein Prozess spiritueller und politischer Bewusstseinsentwicklung bei Jugendlichen. Rex, Luzern / Stuttgart 1996. ISBN 3-7252-0631-7.
- Maria – Tochter der Erde, Königin des Alls: Vision der neuen Schöpfung. Kösel, München 2002, ISBN 3-466-36604-6.
- Hört die Stimme des Herzens: werdet Priesterinnen und Priester der kosmischen Wandlung. Kösel, München 2006, ISBN 978-3-466-36726-9.
- mit Maria-Christina Eggers: Aufstieg ins Licht: der Kreuzweg als Weg meiner Verwandlung. Kösel, München 2009, ISBN 978-3-466-36823-5.
- mit Niklaus Brantschen u. a.: Via Integralis: Wo Zen und christliche Mystik sich begegnen. Kösel, München 2011, ISBN 978-3-466-37008-5.
- mit Niklaus Brantschen und Christa Spannbauer: Es geht um die Liebe: Aus dem Leben eines zölibatären Paares. Kösel, München 2013, ISBN 978-3-466-37077-1.